# Phytotoma
Phytotoma és un gènere d'ocells de la família dels cotíngids (Cotingidae).

## Taxonomia
Segons la Classificació del Congrés Ornitològic Internacional (versió 14.2, 2024) aquest gènere està format per tres espècies:
- Cotinga tallabranques de Xile (Phytotoma rara Molina, 1782)
- Cotinga tallabranques del Perú (Phytotoma raimondii Taczanowski, 1883)
- Cotinga tallabranques de l'Argentina (Phytotoma rutila Vieillot, 1818)